# Il crollo di Roma
Il crollo di Roma è un film del 1963 diretto da Antonio Margheriti.

## Trama
Dopo la morte dell'imperatore Costantino a Roma riprendono le persecuzioni dei cristiani che minacciano il centurione Marco costretto a diventare gladiatore.
Si susseguiranno tante disgrazie.